# 瞳のスクリーン
「瞳のスクリーン」（ひとみのスクリーン）は、日本の男性アイドルグループ、Hey! Say! JUMPの5thシングルである。2010年2月24日にジェイ・ストームから発売。

## 概要
前作「真夜中のシャドーボーイ」以来、約1年4ヶ月振りのリリースとなった。
リリースは、「Hey!Say!JUMP CONCERT TOUR 09-10」1月2日横浜公演の公開記者会見でマスコミおよびファンに発表された。
同曲のPVは2010年1月1日に撮影され、これが彼らにとって2010年の初仕事となった。
メンバーの山田涼介が主演を務める日本テレビ土曜ドラマの『左目探偵EYE』の主題歌。また、山田にとっては自身が主演する連続ドラマの主題歌を担当するのは前作の「真夜中のシャドーボーイ」に続き、2作連続となった。
TV・コンサート披露の時は、ラスサビの前に山田が「I love you」（コンサートの場合は現在地の地名の後に「I love you」）と必ず言うが、CDにはその台詞は収録されていない。
ジャニーズ事務所は、所属するアーティストのCD発売日がオリコンランキングで1位を争うことがないよう発売日を調整されるのが通例だが、本作では、先輩にあたるタッキー&翼の今井翼のソロデビュー曲「BACKBORN」が珍しく同日に発売された。
前作に続き、2作連続で初動売り上げ枚数が20万枚を突破し、通算3枚目となった。

## 収録曲

### CD
※「Romeo & Juliet」以降、通常盤のみ収録。
1. 瞳のスクリーン
作詞：村野直球、作曲：馬飼野康二、編曲：鈴木雅也
  - 山田涼介主演 日本テレビ系土曜ドラマ『左目探偵EYE』主題歌
2. 輝きデイズ - Hey! Say! 7
作詞：村野直球、作曲：馬飼野康二、編曲：大坪直樹
  - ロッテ「PLUS X フルーティオ」CMソング
3. Romeo & Juliet
作詞：亜美、作曲：Andreas Ohrn, Henrik Smith, Filip Lampell、編曲：川端良征
4. 瞳のスクリーン（オリジナル・カラオケ）
5. 輝きデイズ（オリジナル・カラオケ）
6. Romeo & Juliet（オリジナル・カラオケ）

### DVD
※初回限定盤のみ
1. 瞳のスクリーン（ビデオ・クリップ＋メイキング）